# Sambo
Sambo (tiếng Nga: са́мбо; самозащита без оружия) là một môn thể thao võ thuật và chiến đấu của Nga. Nó bắt nguồn từ Liên bang Nga thời Liên Xô. Từ "Sambo" là một từ ghép của samozashchita bez oruzhiya, có nghĩa đen là "tự vệ không vũ khí". Sambo là một môn võ tương đối hiện đại, do sự phát triển của nó chỉ mới bắt đầu vào đầu những năm 1920 khi Hồng quân Liên Xô muốn cải thiện khả năng chiến đấu tay đôi. Sambo được dự định là sự hợp nhất của các kỹ thuật hiệu quả nhất của các môn võ thuật khác nhau.
Những người đi tiên phong tạo ra sambo là Viktor Spiridonov và Vasili Oshchepkov. Oshchepkov chết trong tù do hậu quả của Đại thanh trừng sau khi bị buộc tội là gián điệp Nhật Bản. Trước đó Oshchepkov đã dành nhiều năm sống ở Nhật Bản và được đào tạo môn judo dưới thời Kano Jigoro, người sáng lập môn này.
Spiridonov và Oshchepkov độc lập phát triển hai phong cách khác nhau, cuối cùng hai phong cách này hòa trộn với nhau và trở thành thứ được gọi là sambo ngày nay. So với hệ thống của Oshchepkov, được gọi là "Đấu vật tự do" ở Nga (được biết đến ở phương Tây là môn đấu vật Catch-as-catch-can hoặc đơn giản là Catch wrestling), phong cách của Spiridonov nhẹ nhàng và ít tàn bạo hơn. Nó cũng ít phụ thuộc vào sức mạnh hơn, chủ yếu là do các chấn thương mà Spiridonov phải chịu trong Thế chiến I. 
Anatoly Kharlampiev, một học viên của Vasili Oshchepkov, cũng được coi là người sáng lập sambo. Năm 1938, sambo đã được công nhận là một môn thể thao chính thức của Ủy ban Thể thao Liên Xô.

## Phân loại
Có nhiều biến thể thể thao cạnh tranh của sambo (mặc dù các kỹ thuật và nguyên tắc sambo có thể được áp dụng cho nhiều môn thể thao chiến đấu khác). Dưới đây là các định dạng chính được FIAS công nhận.
- Sambo thể thao (tiếng Nga: Борьбa Самбо, Bor'ba Sambo) có phong cách tương tự như Catch wrestling và Judo, nhưng với một số khác biệt về quy tắc, giao thức và đồng phục. Gần giống với Catch wrestling, và ngược lại với judo, sambo cho phép nhiều loại đòn khóa chân khác nhau, trong khi không cho phép đòn làm nghẹt thở. Nó cũng tập trung vào ném, vật dưới đất và khóa, với rất ít hạn chế trong việc nắm và giữ.[7]
- Sambo chiến đấu (tiếng Nga: Боевое Самбо, Boyevoye Sambo). Được sử dụng và phát triển cho quân đội, sambo chiến đấu giống như võ thuật hỗn hợp (MMA) hiện đại, bao gồm các hình thức đánh và vật lộn. Sambo chiến đấu cho phép đấm, đá, dùng khuỷu tay, đầu gối, húc đầu và tấn công vào háng.[8] Các võ sĩ mặc áo khoác như trong sambo thể thao, nhưng cũng bảo vệ tay và đôi khi bảo vệ ống chân và đầu. Giải vô địch Sambo chiến đấu thế giới đầu tiên của FIAS được tổ chức vào năm 2001. Liên đoàn Sambo chiến đấu thế giới, có trụ sở tại Nga, cũng thực hiện các cuộc tranh tài sambo chiến đấu quốc tế.

## Lịch sử